# Listă de compozitori de muzică cultă
Mai jos este o listă de compozitori de muzică cultă, ordonați în ordine alfabetică.

## A
- Tomaso Albinoni

## B
- Carl Philipp Emanuel Bach
- Johann Sebastian Bach
- Ludwig van Beethoven
- Hector Berlioz
- Georges Bizet
- Johannes Brahms
- Glenn Branca
- Max Bruch
- Anton Bruckner
- Dieterich Buxtehude
- William Byrd

## C
- John Cage
- Piotr Ilici Ceaikovski
- Frédéric Chopin
- Paul Constantinescu
- Arcangelo Corelli
- Carl Czerny

## D
- Claude Debussy
- Gaetano Donizetti
- Antonin Dvořák

## E
- George Enescu

## F
- Girolamo Frescobaldi

## G
- Christoph Willibald Gluck
- Edvard Grieg

## H
- Georg Friedrich Händel
- Kryštof Harant
- Joseph Haydn

## L
- Franz Lehar
- Franz Liszt
- Jean-Baptiste Lully

## M
- Gustav Mahler
- Felix Mendelssohn Bartholdy
- Claudio Monteverdi
- Wolfgang Amadeus Mozart
- Modest Petrovici Musorgski

## O
- Johannes Ockeghem
- Jacques Offenbach

## P
- Niccolò Paganini
- Giovanni Pierluigi da Palestrina
- Harry Partch
- Giovanni Battista Pergolesi
- Josquin des Pres
- Giacomo Puccini
- Henry Purcell
- Ciprian Porumbescu

## R
- Serghei Rahmaninov
- Jean-Philippe Rameau
- Nikolai Rimski-Korsakov
- Gioacchino Rossini
- Maurice Ravel

## S
- Camille Saint-Saëns
- Antonio Salieri
- Alessandro Scarlatti
- Domenico Scarlatti
- Franz Schubert
- Robert Schumann
- Heinrich Schütz
- Alecsandr Skriabin
- Bedrich Smetana
- Johann Strauss fiul
- Johann Strauss tatăl
- Jan Pieterszoon Sweelinck

## T
- Georg Philipp Telemann

## V
- Giuseppe Verdi
- Antonio Vivaldi

## W
- Richard Wagner
- Carl Maria von Weber

Mai jos este o listă de compozitori de muzică cultă, ordonați după perioade.